# Ivars d’Urgell
Ivars d’Urgell település Spanyolországban, Lleida tartományban. Ivars d’Urgell Barbens, Tornabous, Bellpuig, La Fuliola, Penelles, Castellnou de Seana, Vila-sana és Linyola községekkel határos. Lakosainak száma 1590 fő (2024).

## Népesség
A település népessége az utóbbi években az alábbiak szerint változott:
| Lakosok száma | 68   | 897  | 1843 | 2048 | 1742 | 1806 | 1741 | 1607 | 1531 | 1590 |
|               | 1717 | 1887 | 1936 | 1960 | 1986 | 2004 | 2009 | 2014 | 2019 | 2024 |